# Kościół Świętych Apostołów Piotra i Pawła w Lędyczku
Kościół pw. Świętych Apostołów Piotra i Pawła w Lędyczku – rzymskokatolicki kościół parafialny należący do parafii Świętych Apostołów Piotra i Pawła w Lędyczku, dekanatu Jastrowie, diecezji koszalińsko-kołobrzeskiej, metropolii szczecińsko-kamieńskiej. w dawnym mieście, obecnie wsi Lędyczek, w gminie Okonek, w powiecie złotowskim, w województwie wielkopolskim. Mieści się przy ulicy Słowackiego, w północno-zachodniej części miejscowości.

## Historia
Świątynia została zbudowana w latach 1882–1883 jako kościół ewangelicki, poświęcona 29 czerwca 1946 jako kościół rzymskokatolicki. Posiada skromne cechy eklektyczne. W świątyni znajduje się ręcznie wykonany, mosiężny żyrandol z XVIII wieku. Budowla została wpisana do rejestru zabytków w dniu 31 marca 2011.

## Galeria

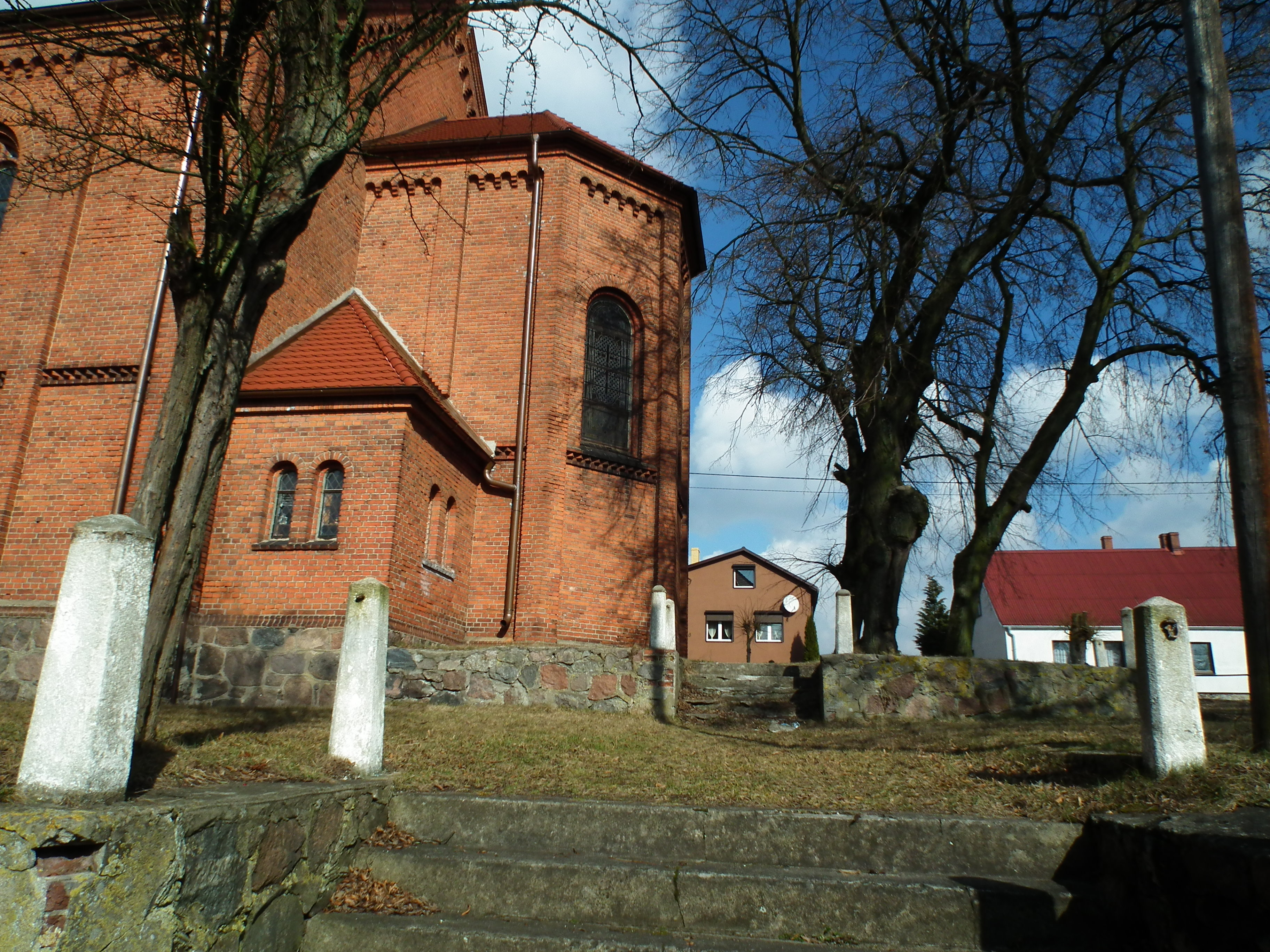
Prezbiterium
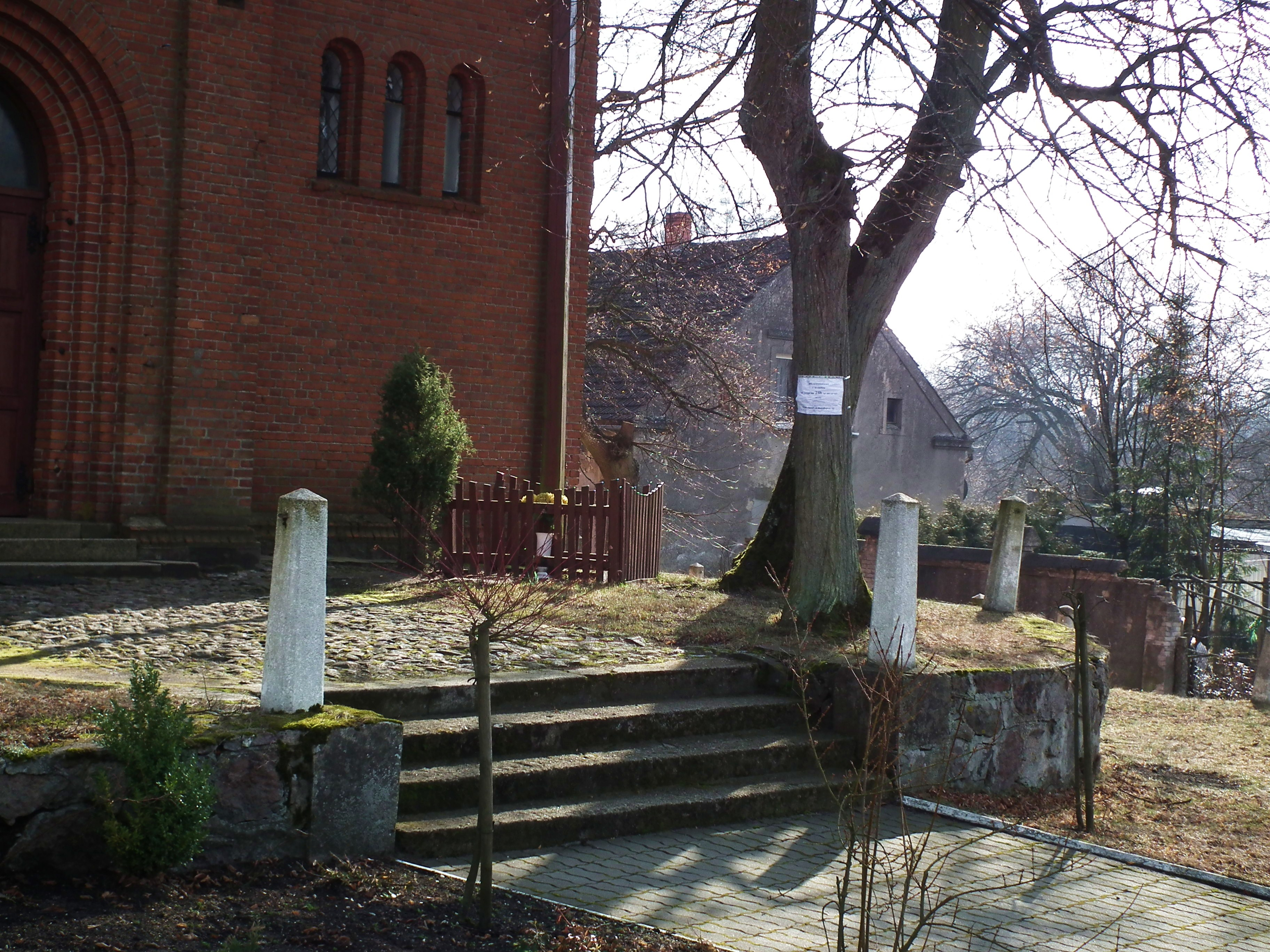
Wejście
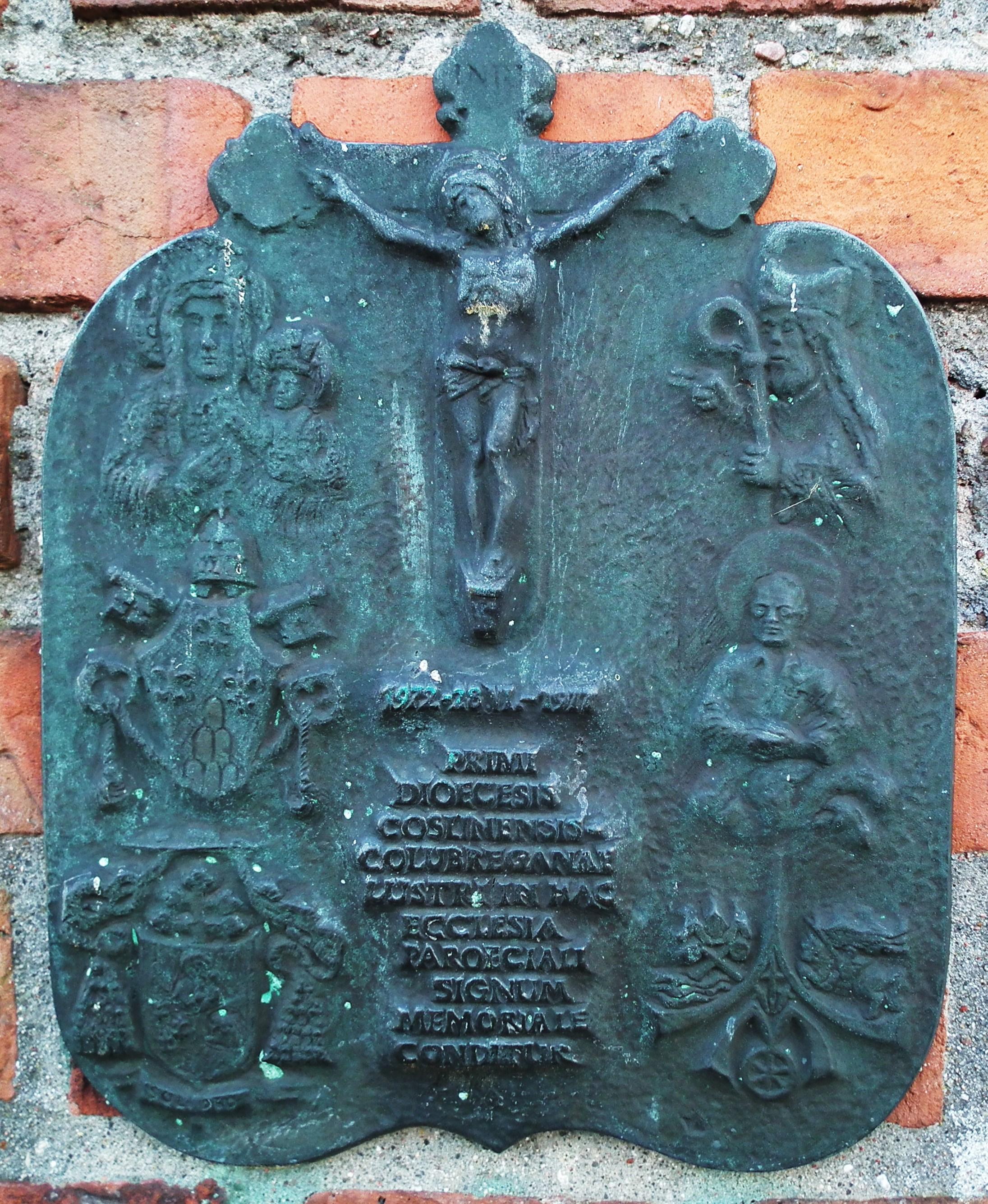
Tablica pamiątkowa